# Triumfetta lebrunii
Triumfetta lebrunii är en malvaväxtart som beskrevs av Rudolf Wilczek. Triumfetta lebrunii ingår i släktet triumfettor, och familjen malvaväxter. Inga underarter finns listade i Catalogue of Life.